# Raphael Pardinho
Raphael Pires Pardinho (Lisboa, Santo Estêvão, Portugal, aproximadamente 1672 — Lisboa, Santa Engrácia, 28 de dezembro de 1761) formou-se em direito pela Universidade de Coimbra em 1702 e exerceu em seu país de origem os cargos de Juiz de Fora e Juiz do Crime, no Algarve, até 1705. Atuou depois, nas mesmas funções, no bairro da Mouraria, em Lisboa, de 1707 a 1715. Em 8 de Março de  1717, no Brasil, foi nomeado Ouvidor Geral da Capitania de São Paulo e Servente do Ofício de Provedor das Fazendas dos Defuntos e Ausentes, Capelas e Resíduos; tomando posse do cargo em 25 de Setembro do mesmo ano.
Prestou serviços como corregedor, durante 16 anos, providenciando o que viriam a se chamar provimentos, a quatro vilas do Brasil meridional: Paranaguá, São Francisco, Curitiba e Laguna, e como Intendente em Minas Gerais. Voltou a Portugal apenas em 1743, nomeado membro do Conselho Ultramarino e em 1754, recebeu o título de Conselheiro de Sua Majestade. Conhecido como Ouvidor Pardinho, faleceu em Lisboa em 28 de dezembro de 1761 e foi sepultado na capela de Nossa Senhora do Paraíso.

## Provimentos às quatro vilas
Pardinho chegou a Paranaguá em Outubro de 1719 e resolveu problemas com navios estrangeiros que atemorizavam a população. Depois foi para Laguna onde passou cerca de 20 dias.
Lá instaurou 100 provimentos, conhecidos hoje como súmula, a respeito da câmara, do fórum e do funcionamento da cidade. Neles regulou a arrecadação tributária, ordenou a limpeza do leito do rio Tubarão, fortaleceu a agricultura local, deu proteção aos indígenas, comandou o crescimento urbano, doutrinou a atuação dos juízes e dos tabeliães e, dentre outras medidas, ordenou a edificação de um prédio para a casa de câmara e cadeia que ainda existe e hoje abriga o Museu Anita Garibaldi.
Em São Francisco do Sul, Pardinho abriu inquérito contra Franscisco Francisques, uma espécie de chefe da região, responsável por diversos assassinatos; levando-o a ser condenado à pena capital. Lá também deixou alguns provimentos como a regulamentação das eleições locais; instruções sobre possíveis novos inquéritos, prisões, órfãos, testamentos e muitos outros que se perderam com o tempo em documentos que não receberam o devido cuidado.
De São Francisco rumou a Curitiba, onde passou cinco meses em 1721, antes de ir novamente para Paranaguá onde esteve provavelmente entre Fevereiro e Junho do mesmo ano.  Sendo que em ambas as vilas instaurou provimentos muito parecidos.
Em Curitiba regularizou a ocupação urbana, fez recomendações a respeito da construção das ruas, alegando que deviam ser retas e contiguas, ordenou a manutenção do caminho de Itupava e assim como em Laguna, a construção da casa de câmara e cadeia. Limitou os impostos, regulamentou também a ação de juízes e tabeliães nos processos judiciais, em que havia roubos e desordens e recomendou a limpeza do Rio Belém, para evitar banhados em frente à Igreja Matriz. Baixou ainda outras medidas, somando-lhe elas 129 provisões em 4 de Fevereiro de 1721. Tais provimentos foram publicados por Francisco Negrão no Boletim nº1 do Arquivo Municipal de Curitiba.
Em Paranaguá, assim como em Curitiba, baixou provimentos a respeito da constituição e organização da Vila, da concessão de terras, da economia, dos índios e escravos, sobre as ordens jurídicas, sobre a defesa da vila e sobre o culto divino. Um total de 77 provimentos baixados em 16 de Junho de 1721 e confirmados pelo Rei em 10 de Janeiro de 1724, quando passaram a ser considerados leis.

## Novas funções
Ao terminar a correição das vilas do Brasil meridional, voltou, em Outubro de 1721, à capitania de São Paulo, onde foi acusado por seu sucessor, Godinho Manso, de corrupção e negligência. Porém, tais acusações, não foram levadas a sério, pelo governador da capitania, Dr. Rodrigo César de Meneses.
Apenas em 1734, recebeu novas funções no Brasil, passando ao cargo de Intendente do Distrito Diamantino, em Minas Gerais. Lá, Ouvidor Pardinho, representava a autoridade máxima do Distrito, responsável pela arrecadação do que vinha sendo sonegado. Exerceu tal cargo até 1740, quando alegando idade avançada pediu demissão.
Voltou a Portugal no ano de 1743 e foi nomeado membro do Conselho Ultramarino, tomando posse em 26 de Setembro do mesmo ano. Onze anos depois, em 24 de Setembro 1754, Pardinho obteve o titulo de Conselheiro de S. Majestade. Serviu em tal cargo durante 18 anos e 3 meses, até o dia de sua morte.

## Família
Pouco ou quase nada se sabe sobre a família de Pardinho. Sabe-se apenas, que um de seus netos, o Dr. Francisco da Cunha Lobo, foi ouvidor em Paranaguá e casou-se com uma sobrinha de Alexandre de Gusmão. É sabido também que sua única herdeira foi uma sobrinha, Úrsula Maria, de quem um dos filhos chamou-se Raphael Pires Pardinho.

## Testemunhos
A atuação de Pardinho, rendeu-lhe grandes méritos e alguns testemunhos como estes:
Alexandre Gusmão, em 1731: “... em tudo se reconhece o muito zelo que V. Mercê tem do Real Serviço, e prudência com que sabe unir com ele as conveniências do Público.”
Gomes Freire de Andrade, em 1740:” A reputação de V. Mercê está tão bem estabelecida que não possa haver quem a manche.”
C. Boxer, no livro “A idade de ouro do Brasil”:” Pires Pardinho e Martinho de Mendonça tinham fama invejável de honestidade e integridade completas. ”
Affonso de Taunay: “Foi certamente Raphael Pires Pardinho uma das mais notáveis e respeitáveis figuras da magistratura reinol. Cheio de inteligências e respeito pelas suas funções, poucos magistrados lhe levam a palma ao zelo, no longo tempo de permanência no Brasil.”
Somam-se ao todo, 27 depoimentos sobre Pardinho, dos quais apenas um foi desfavorável, o de Joaquim Felício dos Santos, que geralmente não é levado em conta já que o mesmo era lusofóbico ( tinha preconceito com portugueses).

## Homenagens

### Praça Ouvidor Pardinho
A praça que leva o nome do Ouvidor Pardinho está localizada em Curitiba, na Rua 24 de Maio, esquina com Av. Pres. Getúlio Vargas.
A praça que já abrigou diversos circos que visitavam a cidade e que foi o local escolhido por Rocha Pombo para, em 1982, lançar a pedra fundamental da Universidade Federal do Paraná, hoje conta com instalações de lazer, uma piscina e um centro de saúde.